# Carl Hyltén-Cavallius (matematiker)
Carl Hyltén-Cavallius (egentligen Carl-Erik), född 9 april 1924 i Limhamn, död november 1977 i Lunds domkyrkoförsamling, var en svensk matematiker och universitetslektor.
Hyltén-Cavallius var universitetslektor i Lund 1959-1977 och skrev tillsammans med Lennart Sandgren läroböcker i matematik, bland annat Matematisk Analys I och II och Plan geometri. Den förra boken refererades av studenter normalt som ”Hylta-Calles bok” och han själv som ”Hylta-Calle”. Matematisk Analys I och II användes i grundläggande matematikkurser på svenska universitet från mitten av 1950-talet till mitten av 1980-talet.